# Joe Booher
Joe Booher (né Joseph Booher en 1986) est un virtuose américain de la mandoline bluegrass qui se produit surtout dans le cadre du groupe NewFound Road.
Joe Booher, que l'attaché de presse de NewFound Road peut, sans prendre de risques, présenter comme « un mandoliniste de bluegrass qui a une présence de rockstar sur scène », fait partie du petit groupe de jeunes musiciens dans lesquels les stars du bluegrass voient leur relève et une garantie d'avenir pour cette musique. Adam Steffey qui est lui-même une légende de la mandoline, a décrit Joe Booher comme « la vraie bonne affaire » (« The Real Deal ») du métier.

## Biographie
Joe Booher, qui a grandi à Johnson City, dans le Tennessee, est le fils de Gary et Lora Booher. Il a tenu dans ses mains, une vieille mandoline, que son père avait fabriquée, avant même de savoir marcher. Mais il ne fut piqué par la mouche du bluegrass qu'à l'âge de douze ans. À partir de 1998, il commença à se produire dans le cadre du groupe familial The Booher Family.
En 2000, Joe Booher publia, avec l'aide et la collaboration de Gary Booher, de Josh Goforth, de Darrell Webb, et de Jade Wells, son premier album solo. La même année, la famille décida de modifier le nom du groupe familial qui devint alors The Boohers.
En 2003, Joe Booher, obtint son diplôme d'études secondaires et put désormais s'adonner, à plein temps, à sa carrière musicale. En septembre 2003, il est devenu l'un des artistes chargés de défendre les mandolines du luthier Dearstone. Il a été plus tard chargé de la même mission par le luthier Lebeda, afin de défendre sa gamme de Mandole ténor.
En 2005, il participa à l'enregistrement de l'album Grandma's Songs, publié par The Boohers sur le label Lonesome Day Records, et dont le succès les conduisit à se produire dans des évènements prestigieux de la scène bluegrass comme Silver Dollar City, le Bean Blossom Festival, le Poppy Mountain Bluegrass Festival, et le Carter Family Fold.
En 2006, il fut invité à se produire, avec The Boohers, à l'édition 2006 de la Conférence des Métiers du Monde du Bluegrass (« 2006 World of Bluegrass Business Conference »), organisée à Nashville, Tennessee, par l'IBMA.
En juillet 2007, Joe Booher a remplacé Rob Baker, l'un des fondateurs et le mandoliniste du groupe NewFound Road, avec lequel il fit ses débuts sur scène, le 16 août 2007.
En 2008, Joe Booher participa, avec Justin Moses et son frère Jamey Booher au projet Hornography de Jimmy Ross et Tim Scheerhorn.
En 2009, Joe Booher participa à l'enregistrement de l'album Same Old Place du groupe NewFound Road. Il figure aussi sur l'album Live At the Down Home, qui a été publié en 2011 par ce groupe.

## Instruments
Joe Booher utilise sur scène les instruments suivants :
- Mandoline : Dearstone D-1A-custom[3].
- Mandole ténor : Lebeda FM5[10].

## Discographie
Joe Booher a publié les œuvres suivantes.